# Neverovatna i tužna priča o čednoj Erendiri i njenoj bezdušnoj babi
Neverovatna i tužna priča o čednoj Erendiri i njenoj bezdušnoj babi (šp. La increíble y triste historia de la cándida Eréndira y de su abuela desalmada) zbirka je pripovedaka Gabrijela Garsije Markesa, koja je objavljenja 1972. Probitna namera je bila da to budu priče za decu, ali se ne može u potpunosti smatrati takvom. Priče su napisane između 1968. i 1972. godine, sve sem pripovetke Mora izgubljenog vremena, koja je napisana 1961.